# Escurial
Escurial (extremadurai nyelven El Escurial) település Spanyolországban, Cáceres tartományban. Escurial Abertura, Campo Lugar, Villar de Rena, Miajadas, Almoharín, Zarza de Montánchez, Robledillo de Trujillo és Villamesías községekkel határos. Lakosainak száma 869 fő (2024).

## Népesség
A település népessége az elmúlt években az alábbi módon változott:
| Lakosok száma | 897  | 897  | 895  | 851  | 804  | 788  | 820  | 855  | 862  | 869  |
|               | 2001 | 2004 | 2006 | 2009 | 2011 | 2014 | 2016 | 2019 | 2021 | 2024 |